# Kurzia helophila
Kurzia helophila är en bladmossart som beskrevs av Rudolf Mathias Schuster. Kurzia helophila ingår i släktet fingerfliksmossor, och familjen Lepidoziaceae.

## Underarter
Arten delas in i följande underarter:
- K. h. flaccida
- K. h. helophila